# Contortionisme

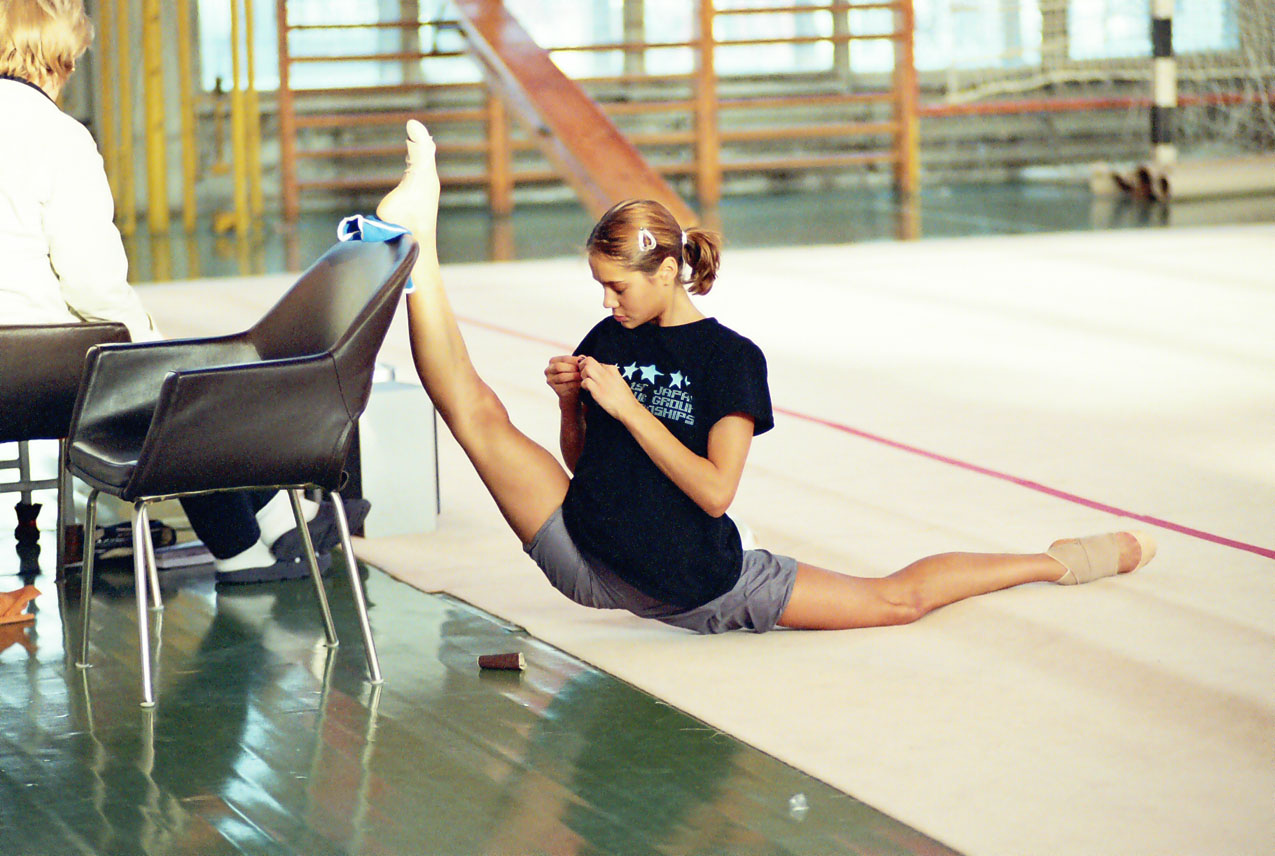
Overspagaat

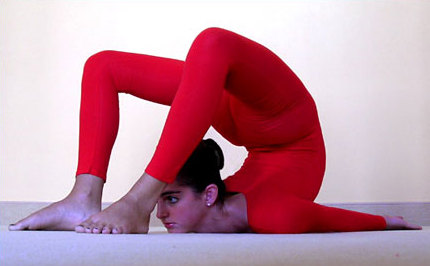
Achterwaarts buigen

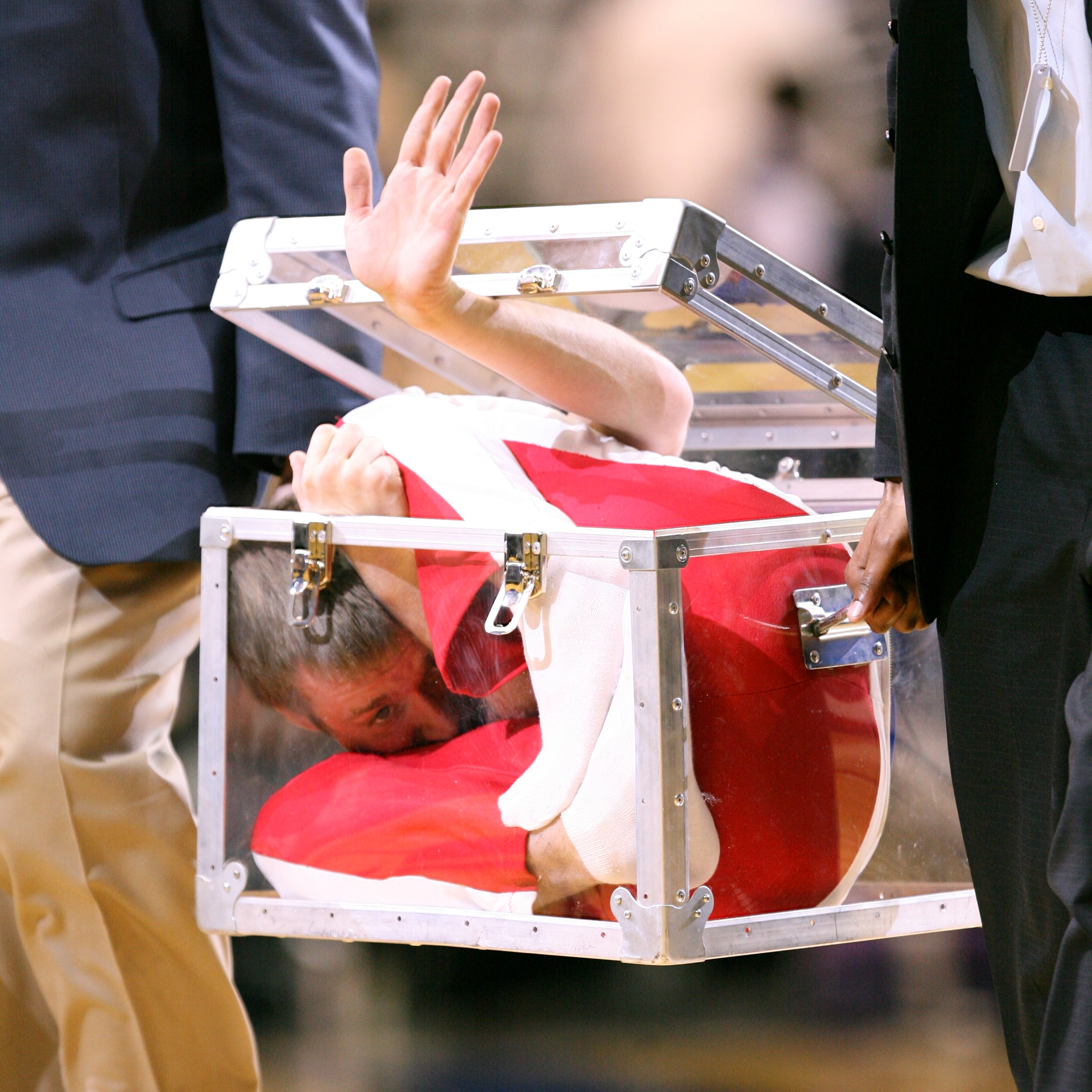
Enterologie

Contortionisme of contortie is een vorm van lichaamsbeweging waarbij een beoefenaar door zijn ledematen te buigen en strekken onnatuurlijke houdingen aanneemt met zijn lichaam, die voor ongetrainde personen fysiek niet uit te voeren zijn. Iemand die aan contortionisme doet wordt ook wel slangenmens genoemd. De activiteit wordt gebruikt in onder meer acrobatiek en in circusacts en kan gebruikt worden voor zowel een beoogd choquerend als sierlijk effect.
Contortionisme is onderverdeeld in vijf soorten basisbewegingen:
- Achterwaarts buigen - De benen worden zover naar achteren gebogen dat de beoefenaar met zijn voetzolen zijn eigen achterhoofd kan aanraken, of deze vanuit een liggende houding voor zijn eigen ogen op de grond kan zetten.
- Voorwaarts buigen - De buiging wordt hierbij voorwaarts in plaats van achterwaarts gemaakt. De beoefenaar houdt bijvoorbeeld zijn benen recht en buigt zover voorover dat zijn bovenlichaam hieraan parallel wordt gezet, met het hoofd op de grond. Dit kan ook verder uitgevoerd worden door het hoofd tussen de eigen benen door te steken en door te buigen totdat de contortionist zijn eigen billen van nabij ziet.
- Splits - Wanneer iemand zijn benen in een gestrekte hoek (180° graden) brengt is er sprake van een split (zijwaarts) of een spagaat (voor- en achterwaarts). Indien de hoek nog groter gemaakt wordt, is er een oversplit.
- Enterologie - Het in principe zodanig 'opvouwen' van een menselijk lichaam dat het een zo klein mogelijke ruimte inneemt (zonder dat de beoefenaar daarbij letsel oploopt). Doorgaans voert een contortionist dit uit door zijn lijf ergens in te bewegen dat voor het menselijk oog te klein lijkt, zoals een doosje.
- Ontwrichting - sommige mensen zijn in staat bepaalde delen van hun lichaam tijdelijk te ontwrichten, zoals een heup of schouder. Hierdoor kunnen ze bewegingen maken die voor een menselijk lichaam in zijn 'normale' staat onmogelijk zijn.